# Bilan saison par saison du Magic d'Orlando

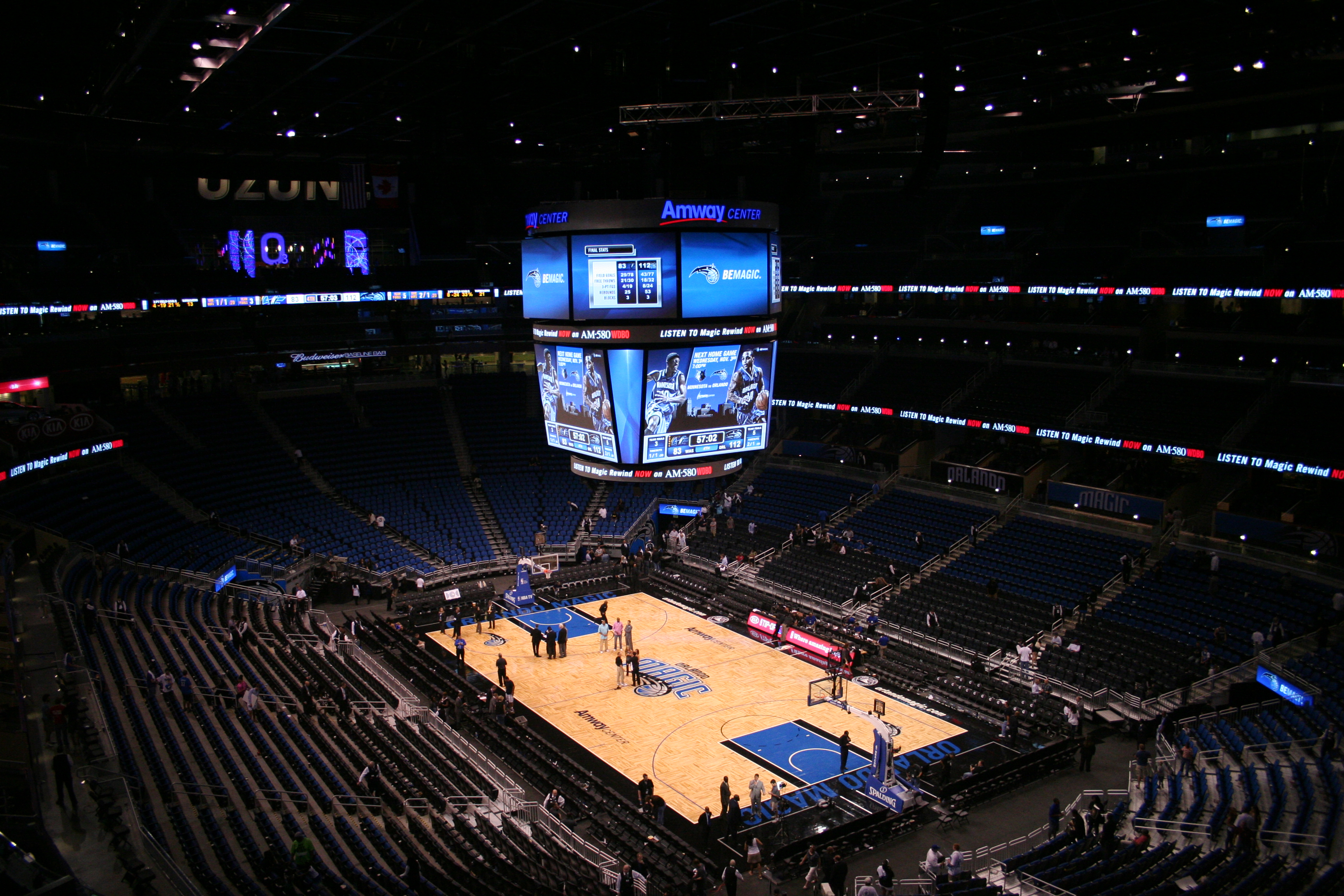
La Kia Center est l'arène du Magic.

Le tableau suivant est un bilan saison par saison du Magic d'Orlando avec les performances réalisées par la franchise depuis sa création en 1989.
| Saison           | Équipe           | Conférence       | Conférence       | Division         | Division         | Saison régulière | Saison régulière | Saison régulière | Playoffs | Entraîneur principal               | Réf.         |
| Saison           | Équipe           | Conférence       | Conférence       | Division         | Division         | V                | D                | PCT              | Playoffs | Entraîneur principal               | Réf.         |
| ---------------- | ---------------- | ---------------- | ---------------- | ---------------- | ---------------- | ---------------- | ---------------- | ---------------- | --- | ---------------------------------- | ------------ |
| Orlando Magic    |                  |                  |                  |                  |                  |                  |                  |                  | |                                    |              |
| 1989-90          | 1989-90          | Est              | 12e              | Centrale         | 7e               | 18               | 64               | 22,0%            | - | Matt Guokas                        | [ 1 ]        |
| 1990-91          | 1990-91          | Ouest            | 9e               | Midwest          | 4e               | 31               | 51               | 37,8%            | - | Matt Guokas                        | [ 2 ]        |
| 1991-92          | 1991-92          | Est              | 14e              | Atlantique       | 7e               | 21               | 61               | 25,6%            | - | Matt Guokas                        | [ 3 ]        |
| 1992-93          | 1992-93          | Est              | 9e               | Atlantique       | 4e               | 41               | 41               | 50,0%            | - | Matt Guokas                        | [ 4 ]        |
| 1993-94          | 1993-94          | Est              | 4e               | Atlantique       | 2e               | 50               | 32               | 61,0%            | Défaite au premier tour (Indiana, 0-3) | Brian Hill                         | [ 5 ]        |
| 1994-95          | 1994-95          | Est              | 1er              | Atlantique       | 1er              | 57               | 25               | 69,5%            | Victoire au premier tour (Boston, 3-1) Victoire en demi-finale de conférence (Chicago, 4-2) Victoire en finale de conférence (Indiana, 4-3) Défaite en finale NBA (Houston, 0-4)            | Brian Hill                         | [ 6 ]        |
| 1995-96          | 1995-96          | Est              | 2e               | Atlantique       | 1er              | 60               | 22               | 73,2%            | Victoire au premier tour (Détroit, 3-0) Victoire en demi-finale de conférence (Atlanta, 4-2) Défaite en finale de conférence (Chicago, 0-4)                                                 | Brian Hill                         | [ 7 ]        |
| 1996-97          | 1996-97          | Est              | 7e               | Atlantique       | 3e               | 45               | 37               | 54,9%            | Défaite au premier tour (Miami, 2-3) | Brian Hill Richie Adubato          | [ 8 ]        |
| 1997-98          | 1997-98          | Est              | 10e              | Atlantique       | 5e               | 41               | 41               | 50,0%            | - | Chuck Daly                         | [ 9 ]        |
| 1998-99          | 1998-99          | Est              | 3e               | Atlantique       | 2e               | 33               | 17               | 66,0%            | Défaite au premier tour (Philadelphie, 1-3) | Chuck Daly                         | [ 10 ]       |
| 1999-00          | 1999-00          | Est              | 9e               | Atlantique       | 4e               | 41               | 41               | 50,0%            | - | Doc Rivers                         | [ 11 ]       |
| 2000-01          | 2000-01          | Est              | 7e               | Atlantique       | 4e               | 43               | 39               | 52,4%            | Défaite au premier tour (Milwaukee, 1-3) | Doc Rivers                         | [ 12 ]       |
| 2001-02          | 2001-02          | Est              | 5e               | Atlantique       | 3e               | 44               | 38               | 53,7%            | Défaite au premier tour (Charlotte, 1-3) | Doc Rivers                         | [ 13 ]       |
| 2002-03          | 2002-03          | Est              | 8e               | Atlantique       | 4e               | 42               | 40               | 51,2%            | Défaite au premier tour (Détroit, 3-4) | Doc Rivers                         | [ 14 ]       |
| 2003-04          | 2003-04          | Est              | 15e              | Atlantique       | 7e               | 21               | 61               | 25,6%            | - | Doc Rivers Johnny Davis            | [ 15 ]       |
| 2004-05          | 2004-05          | Est              | 10e              | Sud-Est          | 3e               | 36               | 46               | 43,9%            | - | Johnny Davis Chris Jent Brian Hill | [ 16 ]       |
| 2005-06          | 2005-06          | Est              | 10e              | Sud-Est          | 3e               | 36               | 46               | 43,9%            | - | Brian Hill                         | [ 17 ]       |
| 2006-07          | 2006-07          | Est              | 8e               | Sud-Est          | 3e               | 40               | 42               | 48,8%            | Défaite au premier tour (Détroit, 0-4) | Brian Hill                         | [ 18 ]       |
| 2007-08          | 2007-08          | Est              | 3e               | Sud-Est          | 1er              | 52               | 30               | 63,4%            | Victoire au premier tour (Toronto, 4-1) Défaite en demi-finale de conférence (Détroit, 1-4)                                                                                                 | Stan Van Gundy                     | [ 19 ]       |
| 2008-09          | 2008-09          | Est              | 3e               | Sud-Est          | 1er              | 59               | 23               | 72,0%            | Victoire au premier tour (Philadelphie, 4-2) Victoire en demi-finale de conférence (Boston, 4-3) Victoire en finale de conférence (Cleveland, 4-2) Défaite en finale NBA (L.A. Lakers, 1-4) | Stan Van Gundy                     | [ 20 ]       |
| 2009-10          | 2009-10          | Est              | 2e               | Sud-Est          | 1er              | 59               | 23               | 72,0%            | Victoire au premier tour (Charlotte, 4-0) Victoire en demi-finale de conférence (Atlanta, 4-0) Défaite en finale de conférence (Boston, 2-4)                                                | Stan Van Gundy                     | [ 21 ]       |
| 2010-11          | 2010-11          | Est              | 4e               | Sud-Est          | 2e               | 52               | 30               | 63,4%            | Défaite au premier tour (Atlanta, 2-4) | Stan Van Gundy                     | [ 22 ]       |
| 2011-12          | 2011-12          | Est              | 6e               | Sud-Est          | 3e               | 37               | 29               | 56,1%            | Défaite au premier tour (Indiana, 1-4) | Stan Van Gundy                     | [ 23 ]       |
| 2012-13          | 2012-13          | Est              | 15e              | Sud-Est          | 5e               | 20               | 62               | 24,4%            | - | Jacque Vaughn                      | [ 24 ]       |
| 2013-14          | 2013-14          | Est              | 13e              | Sud-Est          | 5e               | 23               | 59               | 28,0%            | - | Jacque Vaughn                      | [ 25 ]       |
| 2014-15          | 2014-15          | Est              | 13e              | Sud-Est          | 5e               | 25               | 57               | 30,5%            | - | Jacque Vaughn James Borrego        | [ 26 ]       |
| 2015-16          | 2015-16          | Est              | 11e              | Sud-Est          | 5e               | 35               | 47               | 42,7%            | - | Scott Skiles                       | [ 27 ]       |
| 2016-17          | 2016-17          | Est              | 13e              | Sud-Est          | 5e               | 29               | 53               | 35,4%            | - | Frank Vogel                        | [ 28 ]       |
| 2017-18          | 2017-18          | Est              | 14e              | Sud-Est          | 4e               | 25               | 57               | 30,5%            | - | Frank Vogel                        | [ 29 ]       |
| 2018-19          | 2018-19          | Est              | 7e               | Sud-Est          | 1er              | 42               | 40               | 51,2%            | Défaite au premier tour (Toronto, 1-4) | Steve Clifford                     | [ 30 ]       |
| 2019-20          | 2019-20          | Est              | 8e               | Sud-Est          | 2e               | 33               | 40               | 45,2%            | Défaite au premier tour (Milwaukee, 1-4) | Steve Clifford                     | [ 31 ]       |
| 2020-21          | 2020-21          | Est              | 14e              | Sud-Est          | 5e               | 21               | 51               | 29,2%            | - | Steve Clifford                     | [ 32 ]       |
| 2021-22          | 2021-22          | Est              | 15e              | Sud-Est          | 5e               | 22               | 60               | 26,8%            | - | Jamahl Mosley                      | [ 33 ]       |
| 2022-23          | 2022-23          | Est              | 13e              | Sud-Est          | 3e               | 34               | 48               | 41,5%            | - | Jamahl Mosley                      | [ 34 ]       |
| 2023-24          | 2023-24          | Est              | 5e               | Sud-Est          | 1er              | 47               | 35               | 57,3%            | Défaite au premier tour (Cleveland, 3-4) | Jamahl Mosley                      | [ 35 ]       |
| 2024-25          | 2024-25          | Est              | 7e               | Sud-Est          | 1er              | 41               | 41               | 50,0%            | Défaite au premier tour (Boston, 1-4) | Jamahl Mosley                      | [ 36 ]       |
| Saison régulière | Saison régulière | Saison régulière | Saison régulière | Saison régulière | Saison régulière | 1 356            | 1 529            | 47,0%            | |                                    |              |
| Playoffs         | Playoffs         | Playoffs         | Playoffs         | Playoffs         | Playoffs         | 63               | 82               | 43,4%            | Pas de titre | Pas de titre                       | Pas de titre |